# Oficina Europea de Lenguas Minoritarias
La Oficina Europea de Lenguas Minoritarias es una organización sin fines de lucro creada en el año 1982 por iniciativa del Parlamento Europeo con el fin de promocionar la diversidad lingüística tanto a nivel europeo como internacional. Sus principales fuentes de financiamiento son el Parlamento Europeo y la Comisión Europea, además de gobiernos regionales y locales. Desde su establecimiento, la Oficina se ha enfocado en reforzar los contactos y desarrollar la cooperación entre aquellas comunidades hablantes de lenguas minoritarias, con la intención de promover la diversidad lingüística en Europa. Su misión es ser la voz representativa de los más de 46 millones de europeos que hablan alguna lengua minoritaria. La Oficina tiene sedes en Bruselas y Dublín.

## Actividades
Entre sus principales actividades figuran las siguientes:

- A través de su red de Comités de los Estados miembros, la Oficina representa a las comunidades de lenguas regionales y minoritarias de la Unión Europea, promoviendo sus intereses comunes a nivel europeo e internacional y actúa como canal de comunicación entre ellas y los organismos europeos e internacionales
- Proporcionar asesoría e información sobre lenguas regionales y minoritarias y diversidad lingüística a los responsables políticos, a los medios de comunicación, a la comunidad académica y al público en general. Cuenta con un servicio de noticias sobre lenguas minoritarias y un centro de documentación en su oficina de Bruselas.
- Apoyar las iniciativas de las comunidades con hablantes de lenguas regionales y minoritarias facilitándoles asesoramiento, información y servicios en línea, facilitando su acceso a la obtención de financiación con fondos europeos.
- Coordinar diversas iniciativas referentes a las lenguas regionales y minoritarias, como programas de visitas de estudio y de intercambios escolares y académicos.